# Daniel Alaei
Daniel Alaei är en professionell pokerspelare från Santa Fe Springs, Kalifornien.
År 2006 kammade han hem förstaplatsen i event 38 ($5 000 No Limit 2-7 Draw Lowball) under World Series of Poker och blev således ett armband (bracelet) och $430 698 rikare.
Från 2007 räknat, uppgår Alaeis sammanlagda turneringsvinster till över $1 000 000.